# アニメランド (テレビ東京)
『アニメランド』は、テレビ東京系列で放送されていたテレビアニメ（アニメ放送枠）。放送期間は、第1期では1986年6月30日から1990年3月30日、第2期では1996年4月 - 1997年3月。
本項目では、『ワーナーアニメランド』についても記述する。

## 放送時間
第1期
- 1986年6月30日 - 1987年9月30日
  - 月曜 - 金曜 7:30 - 8:15
- 1987年10月1日 - 1988年9月30日
  - 月曜 - 金曜 7:20 - 8:15
- 1988年10月3日 - 1989年3月31日
  - 月曜 - 木曜 7:20 - 8:15 / 金曜 7:30 - 8:00
- 1989年4月3日 - 1989年9月29日
  - 月曜 - 金曜 7:15 - 8:10
- 1989年10月2日 - 1990年3月30日
  - 月曜 - 木曜 7:15 - 8:15 / 金曜 7:35 - 8:05

第2期
- 1995年4月5日 - 1996年6月26日
  - 水曜 7:35 - 8:05

第3期（ワーナーアニメランド）
- 1996年7月3日 - 9月25日
  - 水曜 7:35 - 8:05
- 1996年10月2日 - 1996年12月25日
  - 水曜 7:30 - 8:00

## 放送された主な作品（アニメランド）
第1期
- 7:30 - 8:00（第1部）
  - 機甲界ガリアン⇒コアラボーイ コッキィ⇒ゴワッパー5 ゴーダム
  - みなしごハッチ (第1作)
  - まんが日本絵巻
- 女王陛下のプティアンジェ
- メイプルタウン物語
- 新メイプルタウン物語 パームタウン編
- 魔法のスターマジカルエミ
- 7時20分 - 7時50分（第1部）
- おちゃめ神物語 コロコロポロン
- 7時50分 - 8時15分（第1部）
- 樫の木モック
- 8時台（第2部）
  - スパイダーマン（海外作品）
  - 1986年6月30日 - 11月20日
  - 愉快なヒーロー（海外作品、全77話）
  - 1986年11月21日 - 1987年3月12日
  - かわいい魔女サブリナ（海外作品）
  - 1987年3月13日 - 6月9日
  - アボット・コステロ（海外作品）
  - 1987年6月10日 - 9月30日

第2期
- 赤ずきんチャチャ（1996年の水曜日の再放送）

## ワーナーアニメランド
- ルーニー・テューンズ（1996年7月3日 - 1996年12月18日[1][2][3]）
- アニマニアックス（1996年7月10日 - 1996年12月25日）[1]

## 付随情報
- 放送する作品により、オープニングのラストカットにテレビ東京以外の制作局名（例えば「日本テレビ」など）のクレジットが入っている作品はクレジットが出現する直前でブルーバックやレッドバックに白色テロップで「制作 日本アニメーション」などのクレジットかぶせて、制作局名を消していた。その一方、プロデューサー名称に制作局名がクレジットされていても、そのまま放送された。
  - ただし、（一部を除く）朝日放送制作作品や読売テレビ作品はそのまま放送された。
  - またテレビ東京作品でも、東京12チャンネル時代に放送された作品（『まんが猿飛佐助』など）は、「制作 東京12チャンネル ○○」にブルーバックなどをかぶせ、「制作 テレビ東京 ○○」として放送された。